# Deens-Zweedse Oorlog (1808-1809)
De Deens-Zweedse oorlog van 1808-1809 was een oorlog tussen Denemarken-Noorwegen en Zweden. Hij ontstond als gevolg van de alliantie van Denemarken-Noorwegen met het Eerste Franse Keizerrijk en Zwedens alliantie met de Coalitietroepen. 
De oorlog maakte deel uit van de napoleontische oorlogen. Tijdens de oorlog stelde Denemarken zich tot doel om Skåne terug te winnen, terwijl de Zweden Noorwegen als onderdeel van hun domein wilden veilig stellen.
De oorlog duurde in totaal 21 maanden, van 14 maart 1808 tot 10 december 1809.